# Shane Hnidy
Shane Michael Hnidy (né le 8 novembre 1975 à Neepawa dans la province de l'Ontario au Canada) est un joueur professionnel de hockey sur glace.

## Carrière
Choix de septième ronde des Sabres de Buffalo en 1994 alors qu'il évolue pour les Raiders de Prince Albert dans la Ligue de hockey de l'Ouest. Il ne signa toutefois aucun contrat avec les Sabres et ainsi au terme de son passage au niveau junior il se joint au Kingfish de Baton Rouge de l'ECHL.
Bien qu'ayant retenu l'attention des Red Wings de Détroit en 1998, Hnidy fait son apparition dans la LNH qu'en 2000 avec les Sénateurs d'Ottawa. Il reste avec le club jusqu'en 2004 avant d'être échangé aux Predators de Nashville où il joue neuf rencontres en saison régulière avant de prendre part à la première participation en séries éliminatoires des Preds.
Il se joint au Everblades de la Floride de l'ECHL durant le lock-out que la LNH connu durant la saison 2004-2005 puis à l'été 2005, Nashville l'échange aux Thrashers d'Atlanta en retour d'un choix de quatrième ronde. Hnidy passe deux saisons avec les Thrashers avant de signer un contrat de deux saisons, à l'été 2007, avec les Ducks d'Anaheim. Il ne joue que 33 rencontres avec eux avant d'être échangé aux Bruins de Boston en retour de Brandon Bochenski.
Après une saison supplémentaire avec les Bruins, le défenseur s'entend pour une année avec le Wild du Minnesota puis revient en 2010 à Boston. Le 1er septembre 2011, après avoir remporté sa première coupe Stanley en carrière, il annonce son retrait de la compétition.
Après sa carrière de joueur, il devient analyste à la radio pour les matchs des Jets de Winnipeg.

## Statistiques
Pour les significations des abréviations, voir Statistiques du hockey sur glace.
| Saison     | Équipe                     | Ligue      |     | Saison régulière | Saison régulière | Saison régulière | Saison régulière | Saison régulière |   | Séries éliminatoires | Séries éliminatoires | Séries éliminatoires | Séries éliminatoires | Séries éliminatoires |
| Saison     | Équipe                     | Ligue      | PJ  | B                | A                | Pts              | Pun              | PJ               | B | A                    | Pts                  | Pun                  |                      |                      |
| 1991-1992  | Broncos de Swift Current   | LHOu       | 56  | 1                | 3                | 4                | 11               | 4                | 0 | 0                    | 0                    | 0                    |                      |                      |
| 1992-1993  | Broncos de Swift Current   | LHOu       | 45  | 5                | 12               | 17               | 62               | -                | - | -                    | -                    | -                    |                      |                      |
| 1992-1993  | Raiders de Prince Albert   | LHOu       | 27  | 2                | 10               | 12               | 43               | -                | - | -                    | -                    | -                    |                      |                      |
| 1993-1994  | Raiders de Prince Albert   | LHOu       | 69  | 7                | 26               | 33               | 113              | -                | - | -                    | -                    | -                    |                      |                      |
| 1994-1995  | Raiders de Prince Albert   | LHOu       | 72  | 5                | 29               | 34               | 169              | 15               | 4 | 7                    | 11                   | 29                   |                      |                      |
| 1995-1996  | Raiders de Prince Albert   | LHOu       | 58  | 11               | 42               | 53               | 100              | 18               | 4 | 11                   | 15                   | 34                   |                      |                      |
| 1996-1997  | Kingfish de Bâton-Rouge    | ECHL       | 21  | 3                | 10               | 13               | 50               | -                | - | -                    | -                    | -                    |                      |                      |
| 1996-1997  | Flames de Saint-Jean       | LAH        | 44  | 2                | 12               | 14               | 112              | -                | - | -                    | -                    | -                    |                      |                      |
| 1997-1998  | Griffins de Grand Rapids   | LIH        | 77  | 6                | 12               | 18               | 210              | 3                | 0 | 2                    | 2                    | 23                   |                      |                      |
| 1998-1999  | Red Wings d'Adirondack     | LAH        | 68  | 9                | 20               | 29               | 121              | 3                | 1 | 0                    | 1                    | 0                    |                      |                      |
| 1999-2000  | Mighty Ducks de Cincinnati | LAH        | 68  | 9                | 19               | 28               | 153              | -                | - | -                    | -                    | -                    |                      |                      |
| 2000-2001  | Sénateurs d'Ottawa         | LNH        | 52  | 3                | 2                | 5                | 84               | 1                | 0 | 0                    | 0                    | 0                    |                      |                      |
| 2000-2001  | Griffins de Grand Rapids   | LIH        | 2   | 0                | 0                | 0                | 2                | -                | - | -                    | -                    | -                    |                      |                      |
| 2001-2002  | Sénateurs d'Ottawa         | LNH        | 33  | 1                | 1                | 2                | 57               | 12               | 1 | 1                    | 2                    | 12                   |                      |                      |
| 2002-2003  | Sénateurs d'Ottawa         | LNH        | 67  | 0                | 8                | 8                | 130              | 1                | 0 | 0                    | 0                    | 0                    |                      |                      |
| 2003-2004  | Sénateurs d'Ottawa         | LNH        | 37  | 0                | 5                | 5                | 72               | -                | - | -                    | -                    | -                    |                      |                      |
| 2003-2004  | Predators de Nashville     | LNH        | 9   | 0                | 2                | 2                | 10               | 5                | 0 | 0                    | 0                    | 6                    |                      |                      |
| 2004-2005  | Everblades de la Floride   | ECHL       | 19  | 1                | 4                | 5                | 56               | 17               | 0 | 4                    | 4                    | 6                    |                      |                      |
| 2005-2006  | Thrashers d'Atlanta        | LNH        | 66  | 0                | 3                | 3                | 33               | -                | - | -                    | -                    | -                    |                      |                      |
| 2006-2007  | Thrashers d'Atlanta        | LNH        | 72  | 5                | 7                | 12               | 63               | 4                | 1 | 0                    | 1                    | 0                    |                      |                      |
| 2007-2008  | Ducks d'Anaheim            | LNH        | 33  | 1                | 2                | 3                | 30               | -                | - | -                    | -                    | -                    |                      |                      |
| 2007-2008  | Bruins de Boston           | LNH        | 43  | 1                | 4                | 5                | 41               | 7                | 1 | 1                    | 2                    | 9                    |                      |                      |
| 2008-2009  | Bruins de Boston           | LNH        | 65  | 3                | 9                | 12               | 45               | 7                | 1 | 0                    | 1                    | 0                    |                      |                      |
| 2009-2010  | Wild du Minnesota          | LNH        | 70  | 2                | 12               | 14               | 66               | -                | - | -                    | -                    | -                    |                      |                      |
| 2010-2011  | Bruins de Boston           | LNH        | 3   | 0                | 0                | 0                | 2                | 3                | 0 | 0                    | 0                    | 7                    |                      |                      |
| Totaux LNH | Totaux LNH                 | Totaux LNH | 550 | 16               | 55               | 71               | 633              | 40               | 4 | 2                    | 6                    | 34                   |                      |                      |

## Transactions en carrière
- 1994 ; repêché par les Sabres de Buffalo ( 7e choix de l'équipe, 173e au total).
- 6 août 1998 ; signe à titre d'agent libre avec les Red Wings de Détroit.
- 25 juin 2000 ; échangé par les Red Wings aux Sénateurs d'Ottawa en retour de leur choix de huitième ronde au repêchage de 2000 (les Red wings sélectionnent avec ce choix Todd Jackson).
- 9 mars 2004 ; échangé par les Sénateurs aux Predators de Nashville en retour du choix de troisième ronde de l'Avalanche du Colorado au repeĉhage de 2004 (acquis précédemment, les sénateurs sélectionnent Peter Regin).
- 6 décembre 2004 ; signe à titre d'agent libre avec les Everblades de la Floride de l'ECHL.
- 30 juillet 2005 ; échangé par les Predators aux Thrashers d'Atlanta en retour de leur choix de quatrième ronde au repêchage de 2006 (les Predators sélectionnent avec ce choix Niko Snellman).
- 6 juillet 2007 ; signe à titre d'agent libre avec les Ducks d'Anaheim.
- 2 janvier 2008 ; échangé par les Ducks avec leur choix de sixième ronde au repêchage de 2008 aux Bruins de Boston en retour de Brandon Bochenski.
- 3 juillet 2009 ; signe à titre d'agent libre avec le Wild du Minnesota.
- 26 février 2011 ; signe à titre d'agent libre avec les Bruins de Boston.
- 1er septembre 2011 ; annonce sa retraite.